# Synagoge Lāčplēša iela 39 (Daugavpils)

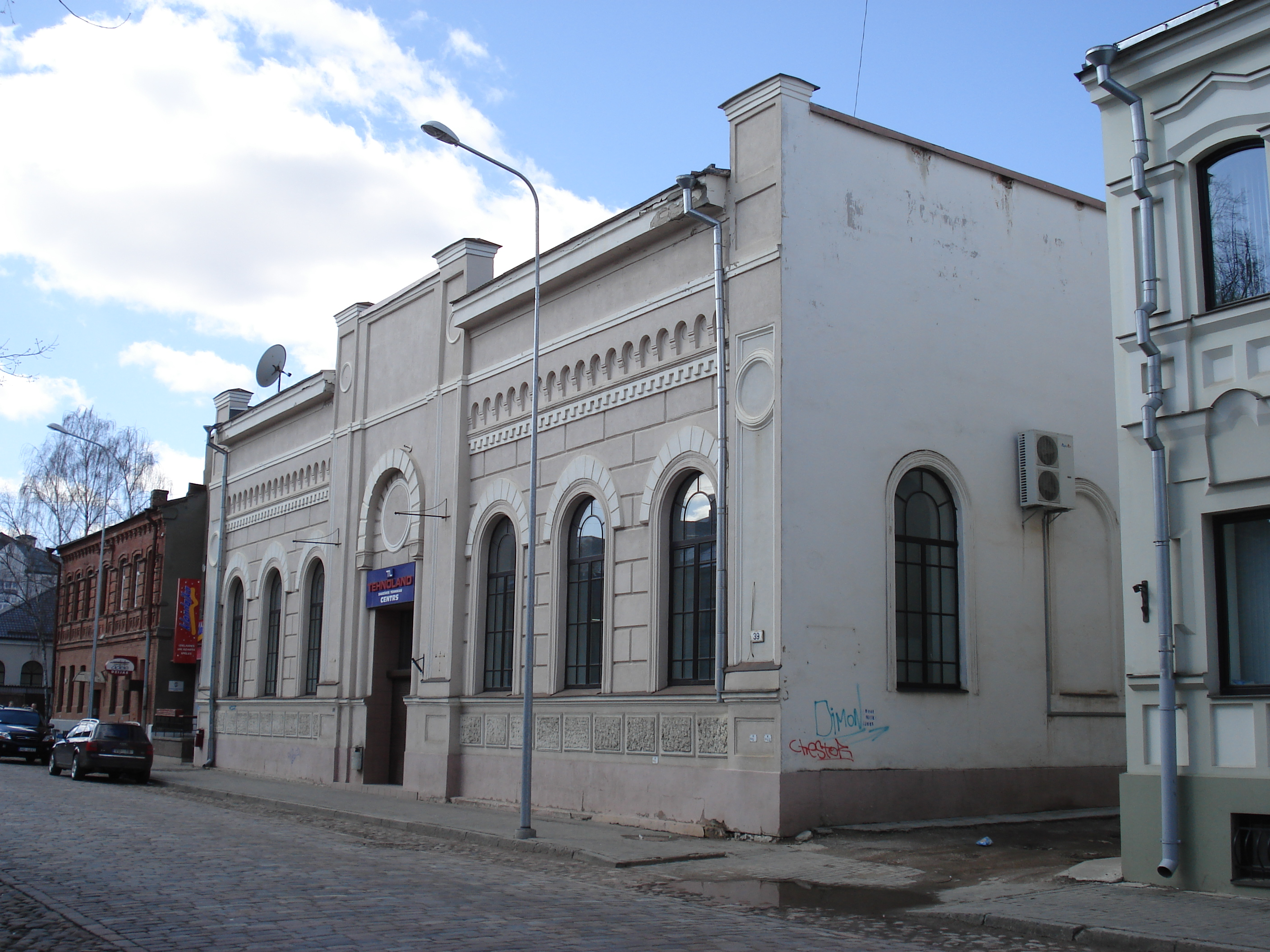
Synagoge in Daugavpils (2012)

Die Synagoge mit der Adresse Lāčplēša iela 39 in Daugavpils, der zweitgrößten Stadt in Lettland, wurde 1840 errichtet. Die ehemalige Synagoge ist ein geschütztes Baudenkmal.
Durch den Überfall auf die Sowjetunion vom 22. Juni 1941 kam das gesamte Gebiet Lettlands bis zum 8. Juli 1941 in den Machtbereich des nationalsozialistischen Deutschlands. Damit begann die Vernichtung fast der kompletten dort ansässigen jüdischen Bevölkerung.
Das Synagogengebäude mit hohen Rundbogenfenstern hatte Platz für 220 Gottesdienstbesucher. Zurzeit wird es als Ladengeschäft genutzt.